# Cicada 3301

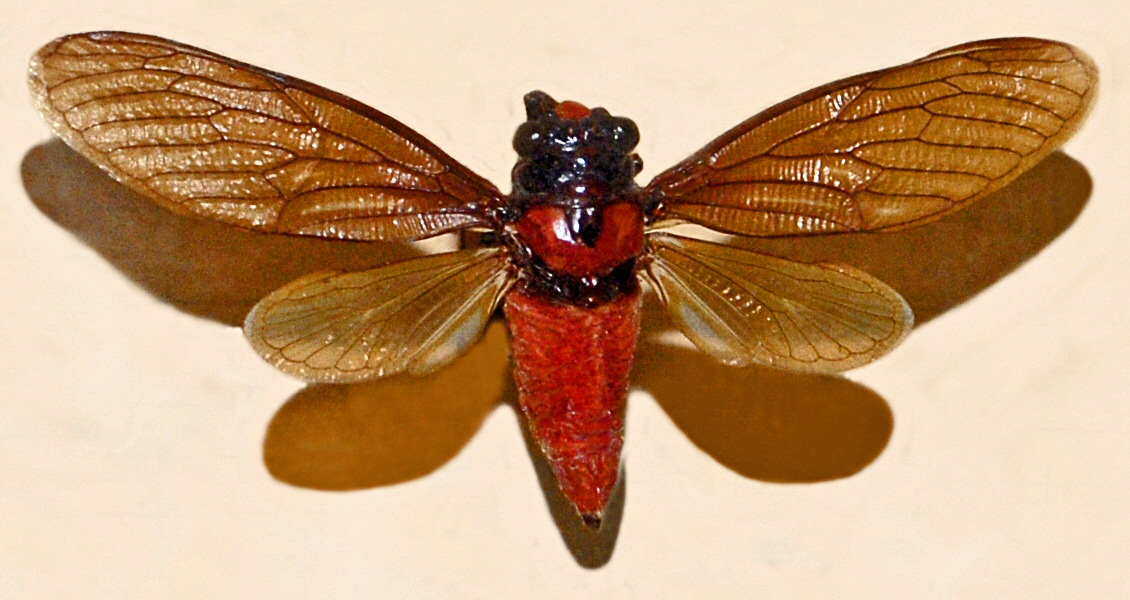
O cicadă, similară cu sigla Cicada 3301

Cicada 3301 este numele dat celor trei seturi de puzzle-uri postate sub numele „3301” online între 2012 și 2014. Primul puzzle a început pe 4 ianuarie 2012, pe 4chan și a durat aproape o lună. O a doua rundă de puzzle-uri a început un an mai târziu, la 4 ianuarie 2013, și apoi o a treia rundă în urma confirmării unui nou indiciu postat pe Twitter pe 4 ianuarie 2014. Al treilea puzzle rămâne nerezolvat. Intenția declarată a fost de a recruta „persoane inteligente” prin prezentarea unei serii de puzzle-uri care trebuie rezolvate; la 4 ianuarie 2015 nu a fost publicat niciun puzzle nou. Un nou indiciu a fost publicat pe Twitter la 5 ianuarie 2016. Cicada 3301 a publicat ultimul mesaj verificat semnat OpenPGP⁠(d) în aprilie 2017, negând validitatea oricărui puzzle nesemnat.
Puzzle-urile se concentrau în mare măsură pe securitatea datelor⁠(d), criptografie, steganografie⁠(d) și anonimatul pe Internet. A fost numit „cel mai elaborat și misterios puzzle al erei internetului” și este listat ca unul dintre „primele 5 cele mai înfricoșătoare mistere nerezolvate ale internetului” de către The Washington Post, existând multe speculații cu privire la funcția sa. Mulți au speculat că puzzle-urile sunt un instrument de recrutare pentru NSA, CIA, MI6, o „conspirație masonică” sau un grup de mercenari cibernetici. Alții au afirmat că Cicada 3301 este un joc de realitate alternativă⁠(d), deși nicio companie sau persoană nu a încercat să îl monetizeze.

## Scop
Scopul declarat al puzzle-urilor din fiecare an a fost acela de a recruta „persoane extrem de inteligente”, deși scopul final rămâne necunoscut. Teoriile au inclus afirmații conform cărora Cicada 3301 este o societate secretă cu scopul de a îmbunătăți criptografia, confidențialitatea și anonimatul sau că este un cult sau o religie. Conform declarațiilor mai multor persoane care au câștigat puzzle-ul din 2012, 3301 folosește de obicei metode de recrutare care nu se bazează pe puzzle-uri, dar a creat puzzle-urile Cicada deoarece căutau potențiali membri cu abilități în criptografie și securitate informatică.

## Rezoluție
Primul puzzle, din 2013, a fost rezolvat de Marcus Wanner. Potrivit acestuia, celor care au rezolvat puzzle-urile li s-au pus întrebări cu privire la sprijinul lor pentru libertatea de informare, confidențialitatea și libertatea online și respingerea cenzurii. Cei care răspundeau satisfăcător în această etapă erau invitați la un forum privat, unde erau instruiți să conceapă și să finalizeze un proiect menit să promoveze idealurile grupului. El nu și-a finalizat lucrarea privind o metodă de decriptare generală, iar site-ul a fost eliminat.

### Tipuri de indicii

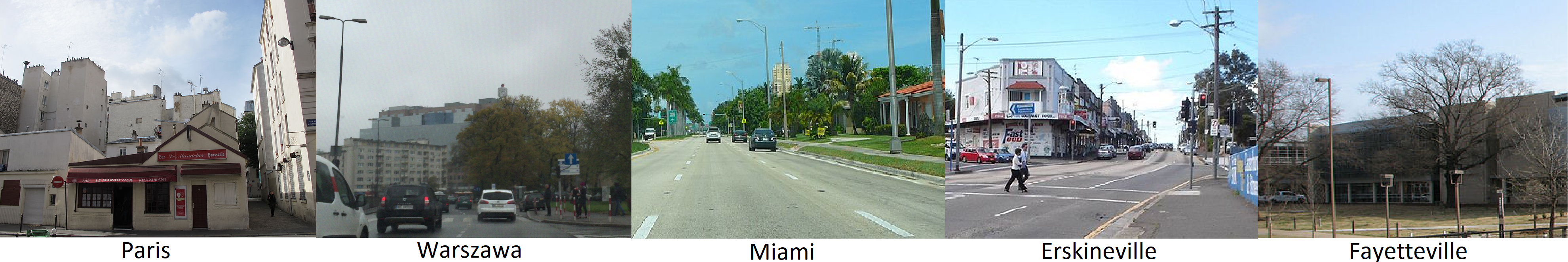
Locațiile semnelor fizice de hârtie din puzzle-ul din 2012

Indiciile Cicada 3301 au acoperit multe forme diferite de mijloace de comunicare, inclusiv, dar fără a se limita la internet, telefon, muzică originală, CD-uri Linux bootabile, imagini digitale, semne fizice pe hârtie și pagini de cărți criptice nepublicate scrise în rune. În total, au existat două piese muzicale, intitulate „The Instar Emergence” și „Interconnectedness”, care au însoțit indiciile Cicada. Cu toate acestea, niciuna dintre ele nu făcea parte dintr-un repertoriu standard⁠(d) și nici compozitorii, nici interpreții nu au fost identificați. Cicada 3301 a scris, de asemenea, o carte, intitulată Liber Primus (Prima carte în latină), care conține multe pagini, dintre care doar unele au fost decriptate. Pe lângă utilizarea mai multor tehnici variate de criptare, codificare sau ascundere a datelor, aceste indicii fac referire și la o mare varietate de cărți, poezii, opere de artă și muzică. Fiecare indiciu a fost semnat de aceeași cheie privată OpenPGP⁠(d) pentru a confirma autenticitatea.

## Acuzații împotriva grupului

### Acuzații de activitate ilegală
Autoritățile din provincia Los Andes din Chile au susținut că Cicada 3301 este un „grup de hackeri” și este implicat în activități ilegale. Cicada 3301 a răspuns la această afirmație prin emiterea unei declarații semnate PGP⁠(d) prin care neagă orice implicare în activități ilegale.
În iulie 2015, un grup care își spunea „3301” a spart baza de date a Planned Parenthood; cu toate acestea, grupul părea să nu aibă nicio legătură cu Cicada 3301. Cicada 3301 a emis ulterior o declarație semnată PGP în care se afirma că „nu sunt asociați cu acest grup în niciun fel” și că Cicada 3301 nu „aprobă utilizarea de către aceștia a numelui, numărului sau simbolismului nostru”. Grupul de hackeri a confirmat ulterior că nu sunt afiliați cu Cicada 3301.

### QAnon
În primele luni de existență a QAnon, au existat zvonuri conform cărora Cicada 3301 ar fi creat QAnon. Un promotor timpuriu al QAnon i-a îndemnat pe enigmiștii Cicada 3301 să ajute la decodarea mesajelor lui Q.

## Moștenire și cultură populară
Marina Statelor Unite a lansat o provocare criptografică bazată pe puzzle-urile de recrutare Cicada 3301 în 2014, numind-o Proiectul Architeuthis.
Intriga din „Nautilus⁠(d)”, un episod din 2014 din Person of Interest⁠(d), a prezentat un joc pe scară largă foarte asemănător cu puzzle-urile Cicada 3301. Ambele prezintă o serie de puzzle-uri criptografice la nivel mondial, dar, după cum sugerează titlul, acestea prezintă imaginea unei cochilii de nautilus⁠(d) în loc de logo-ul cicadei. Creatorul Person of Interest, Jonathan Nolan, și producătorul Greg Plageman au declarat într-un interviu că Cicada 3301 a fost sursa de inspirație pentru episod: „Episodul 2, sunt deosebit de fascinat de subiectul de sub el. Căutați Cicada 3301 pe internet. Este un concept foarte interesant acolo pe care apoi l-am pus într-o poveste mai mare care se leagă de serialul nostru.”
Organizația este subiectul filmului de comedie-thriller din 2021 Dark Web: Cicada 3301. Regizat de Alan Ritchson⁠(d), care a scris scenariul împreună cu Joshua Montcalm, îi are în distribuție pe Jack Kesy⁠(d), Conor Leslie⁠(d), Ron Funches⁠(d), Kris Holden-Ried⁠(d), Andreas Apergis și Ritchson. Filmul urmărește un hacker care participă la jocul de recrutare al Cicada în timp ce evadează Agenția Națională de Securitate (NSA).
În jocul video Assassin's Creed Origins, un membru al civilizației Isu face referire la Cicada atunci când enumeră diverse mistere ale istoriei.
Puzzle-urile Cicada 3301 joacă un rol major în romanul vizual Anonymous;Code⁠(d).